# 帝苑酒店

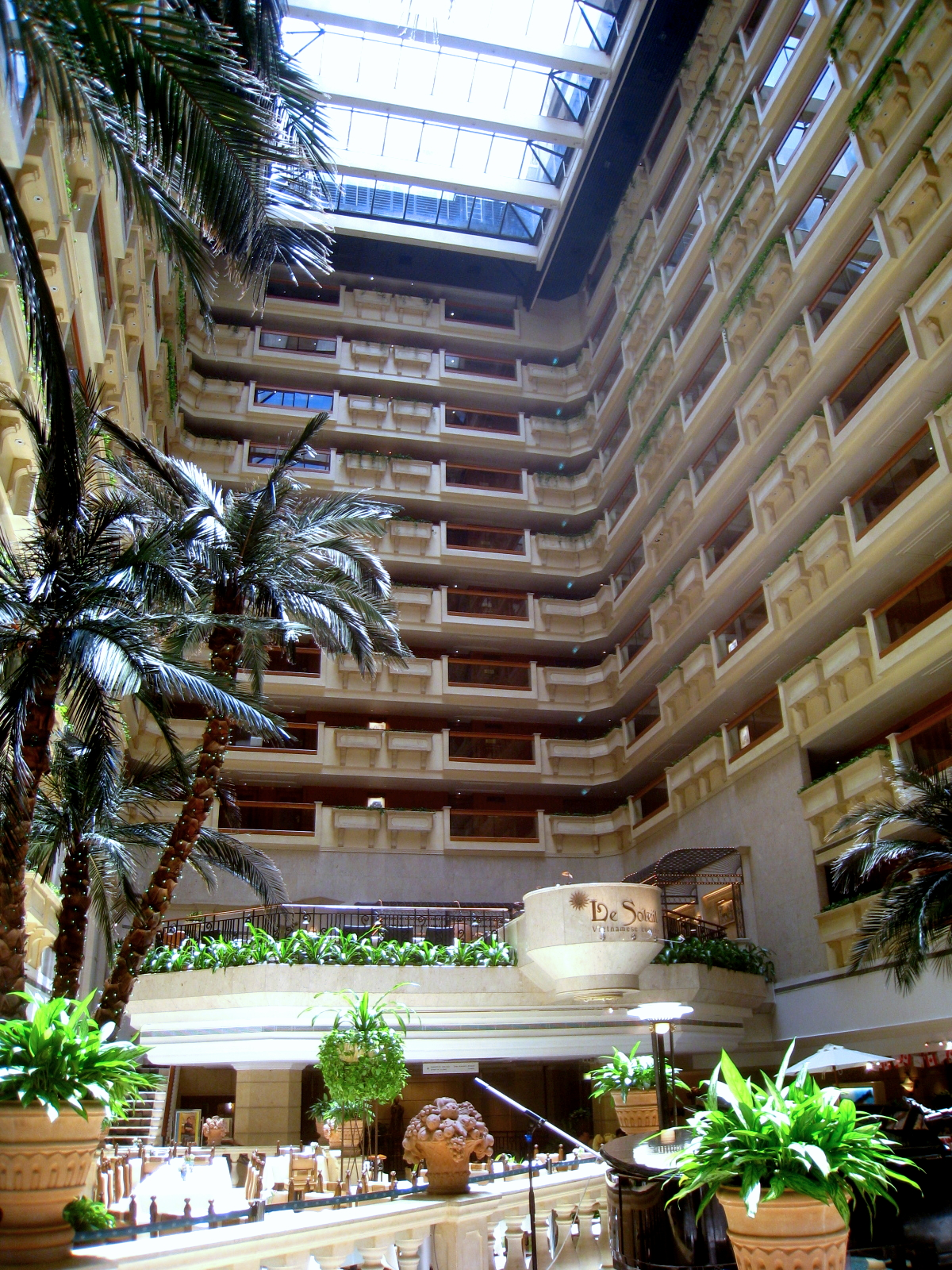
酒店中庭

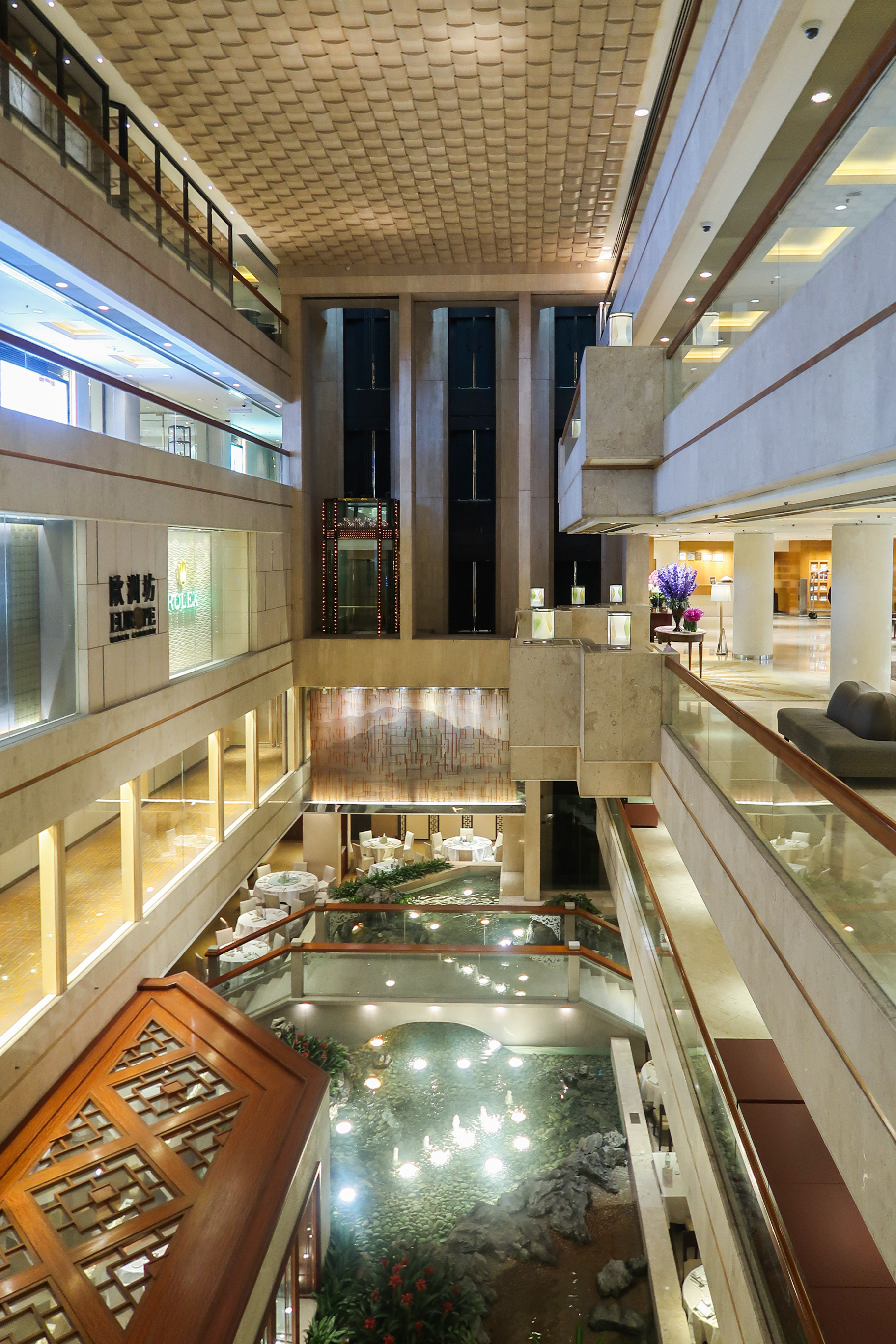
酒店商場和大堂中庭。地庫設有水池

帝苑酒店（英語：The Royal Garden），位於香港九龍尖沙咀東麽地道69號，於1981年落成啟用。酒店共有450間客房，位於4至19樓，天台設有以地中海設計的25米恆溫泳池。

## 簡介
1977年2月25日，新鴻基地產以6100萬港元投得地皮，投資1億8000萬興建酒店。
1981年，帝苑酒店開業。1995年於天台加設25米恆溫泳池及健身室。酒店在2011年起耗资2.4亿港币進行大型改建工程，在天台加設兩層天際海景客房和Sky Club會所。
酒店設有一間馳名餅店Fine Foods Shop及多間獲獎無數的餐廳，包括1992年開業的Sabatini意大利餐廳、四季菊日本餐廳、中菜帝苑軒、自助餐「雅苑座」咖啡廳、北京菜東來順、越南菜 Le Soleil及法式酒吧 J’s Bar Bistro。酒店的餐飲業務曾由已故新鴻基地產前主席郭炳湘親自管理及監督，所以有一定的水準。
酒店亦設2間宴會廳、商務中心、桑拿浴室、蒸汽室、水力按摩池及護理室。

## 員工確診2019冠狀病毒病事件
2020年10月6日，一名在越南餐廳Le Soleil任職樓面的43歲男子確診2019冠狀病毒病。衛生署衛生防護中心安排6名有較緊密接觸的樓面同事須隔離檢疫。餐廳須停業14日。而中心安排酒店內所有職員及住客會派發樣本樽。一日後，再有2名於10月2日入住的泰籍女子確診。
10月9日，酒店再多3名男員工確診，分別在意大利餐廳Sabatini做樓面、3樓咖啡廳廚房工作及一名機房冷氣技工。中心發現他們的共通點都是在酒店B3層的更衣室換制服。衛生防護中心要求該酒店入住的房客在中午前撤離，並往其他酒店入住。而超過300名曾經用過B3層更衣室和休息室的男員工，要送往竹篙灣檢疫中心。酒店公布及酒店各餐廳停業14天，進行全面消毒、深層清潔，以及內部維修保養。不過有專家質疑，將酒店房客撤離或轉至其他酒店做法，大大增加社區傳播風險。應該將他們留在房間內，並封鎖整幢酒店。
另外，無綫電視一名前女公關於10月5日曾在酒店設婚宴，多名藝人和傳媒均有出席，包括周家怡、麥明詩、田蕊妮、趙希洛、黃德斌、麥子樂、徐榮等。其中周家怡表示會盡快做檢測。

## 獎項
| 年份 | 獎項 |
| 2019 | 《南華早報》100 Top Tables – 東來順 / Sabatini意大利餐廳 / 四季菊日本餐廳(分別位於帝苑酒店及國際金融中心商場內) |
|      | 《福布斯旅遊指南》推薦酒店 – 香港帝苑酒店                                                                       |
|      | 《福布斯旅遊指南》四星餐廳 – 東來順                                                                             |
|      | 《福布斯旅遊指南》推薦餐廳 – Sabatini意大利餐廳                                                                 |
|      | 《福布斯旅遊指南》推薦餐廳 – 四季菊日本餐廳（帝苑酒店）                                                         |
|      | 《福布斯旅遊指南》推薦餐廳 – 四季菊日本餐廳（國際金融中心商場）                                                 |
| 2018 | 《福布斯旅遊指南》推薦餐廳 – Sabatini意大利餐廳                                                                 |
|      | 《福布斯旅遊指南》四星餐廳 – 東來順                                                                             |
|      | 《福布斯旅遊指南》推薦酒店 – 香港帝苑酒店                                                                       |
|      | 《U Magazine 我最喜愛食肆 2018》– Sabatini意大利餐廳 / 東來順 / Le Soleil越南餐廳                               |
|      | 《新婚生活易大賞2018》新人至愛酒店婚宴 - 九龍區（優越之選） - 帝苑酒店                                          |

## 帝苑酒店圖集

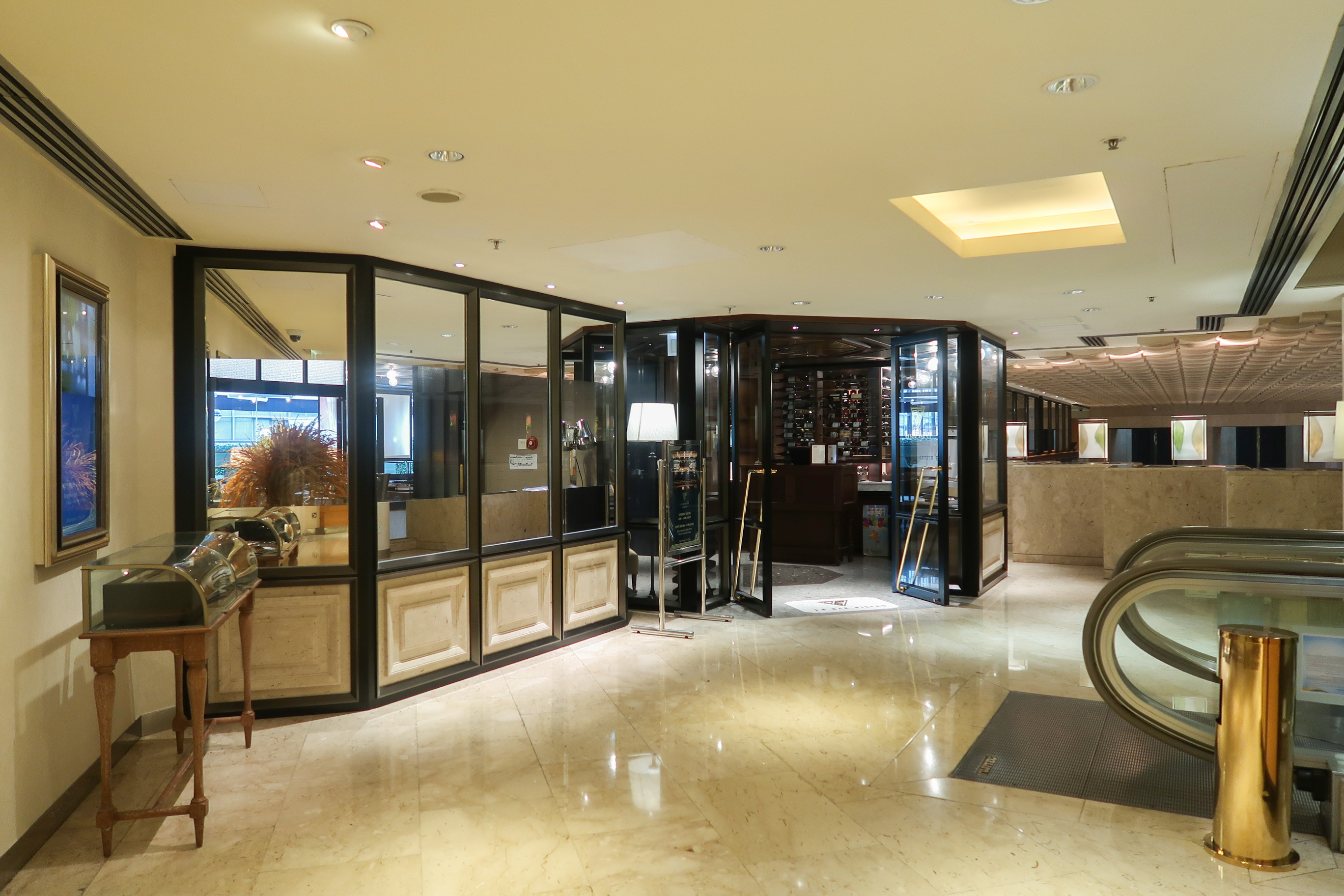
2017年開業的J's Bar Bistro
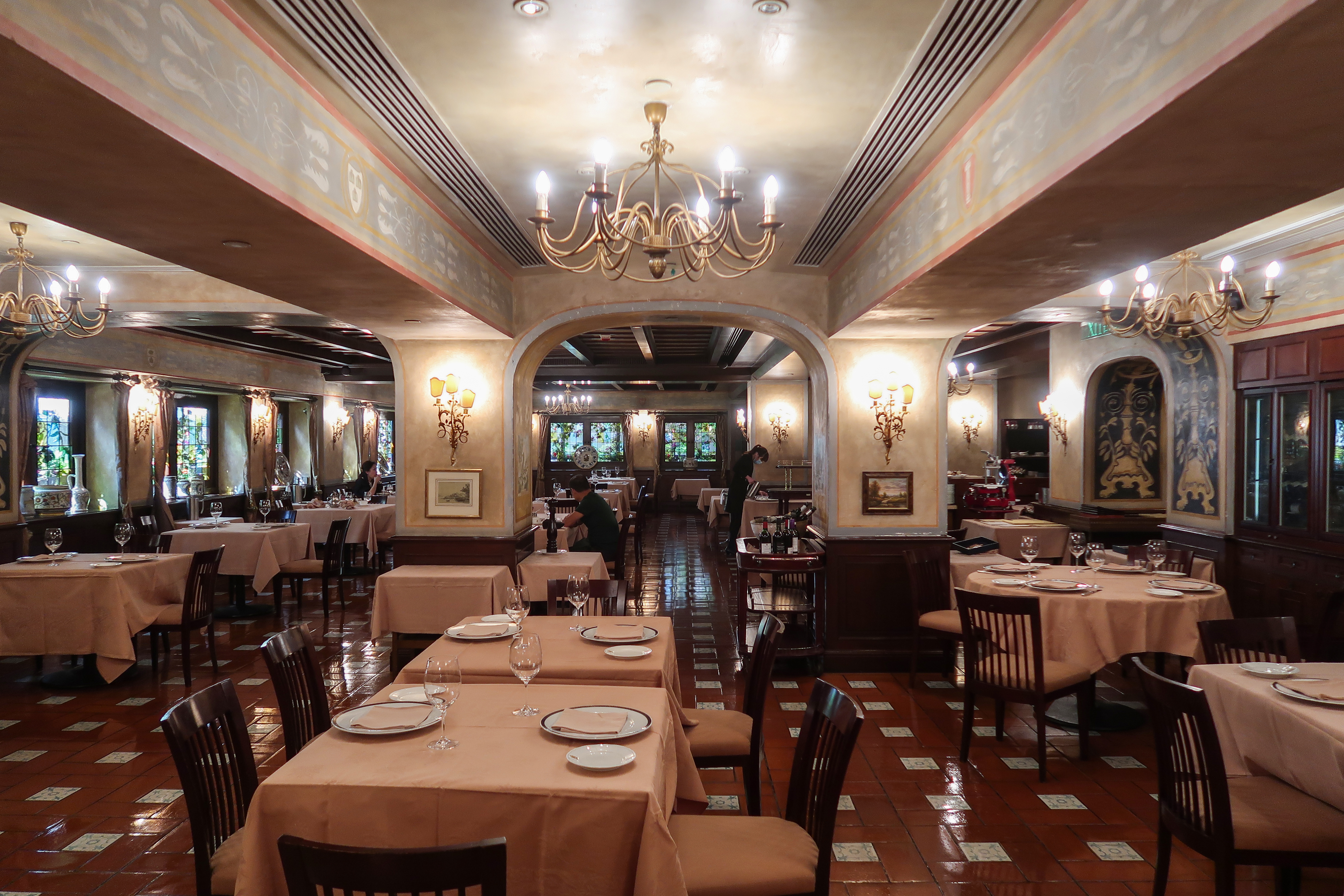
Sabatini意大利餐廳
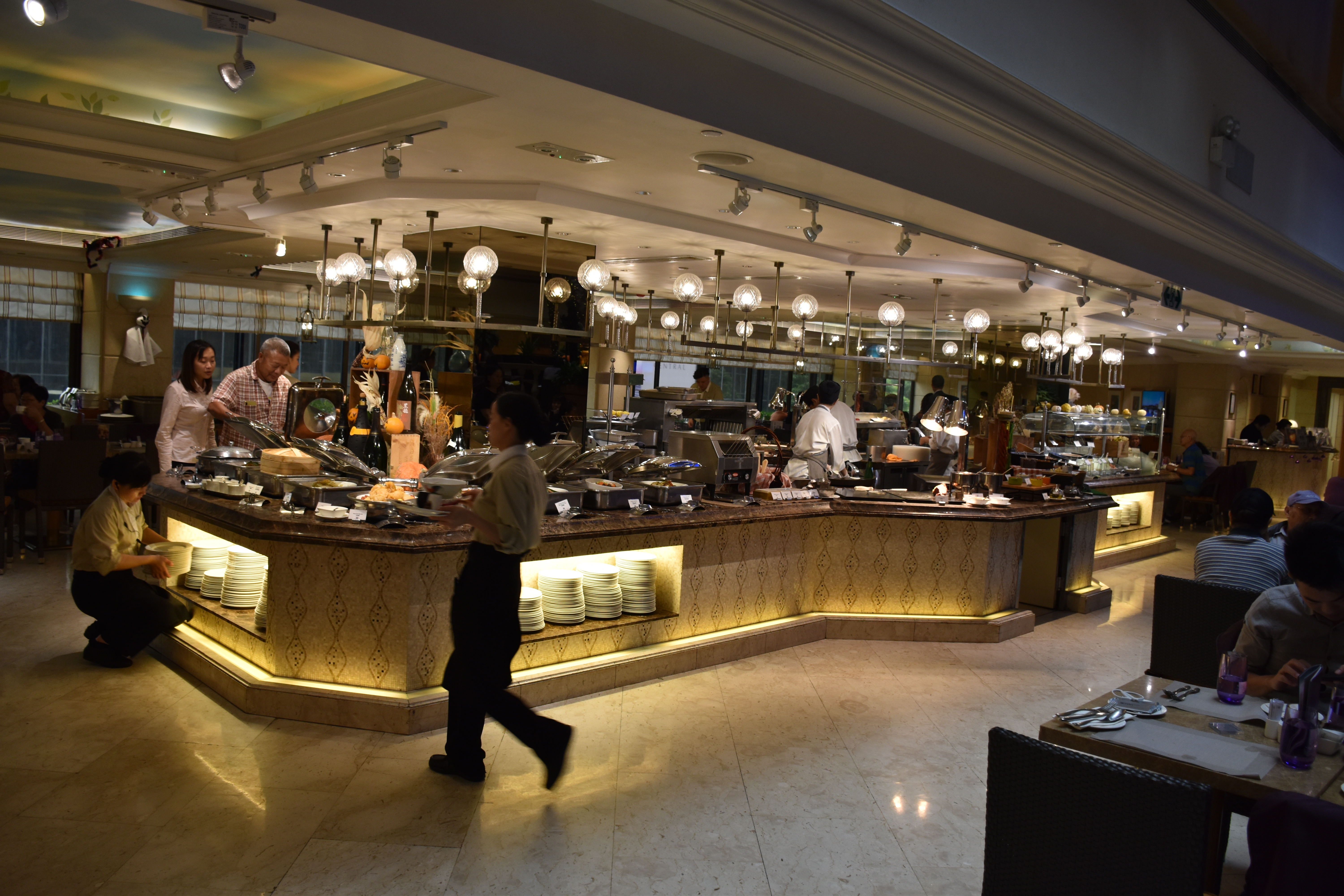
自助餐「雅苑座」咖啡廳
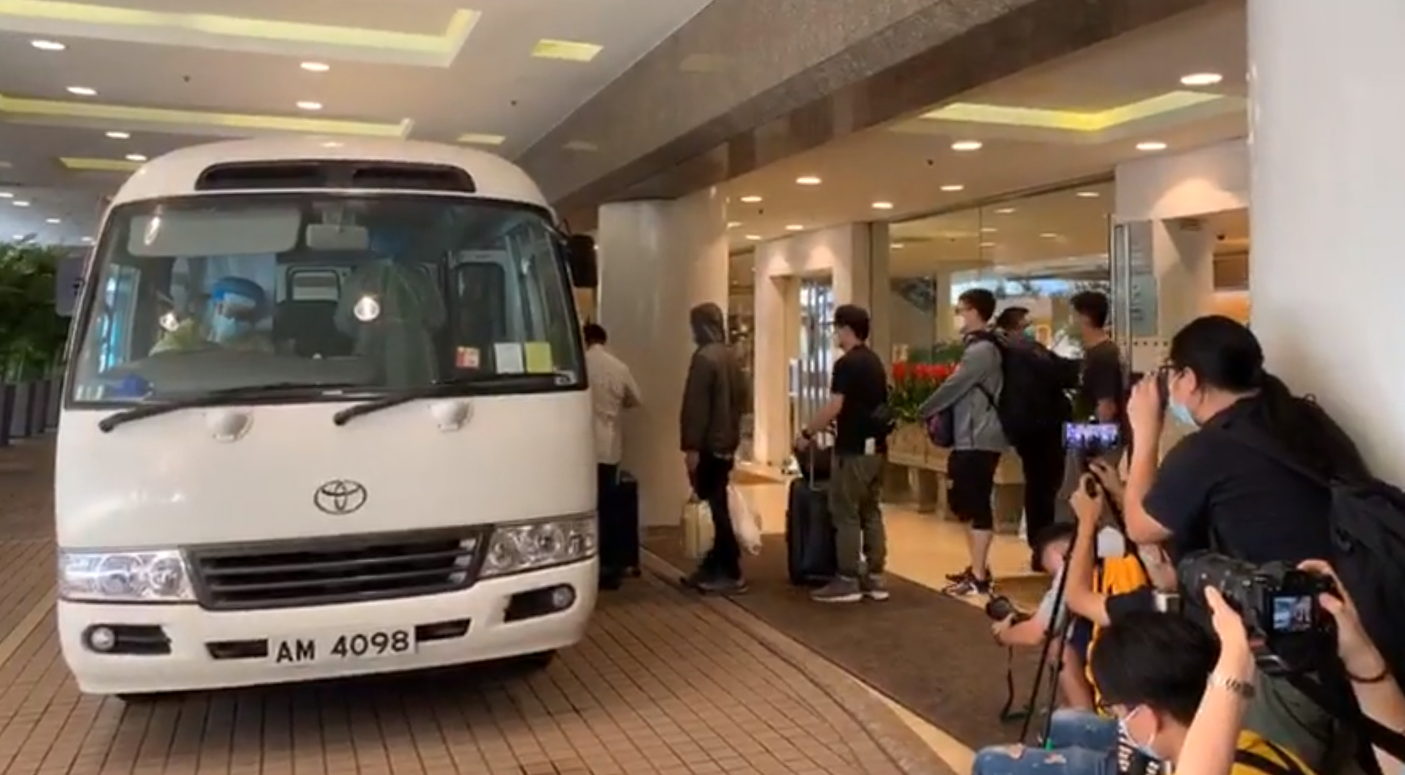
2020年10月9日，酒店有員工確診COVID-19，近300名男員工需要撤離，送往竹篙灣檢疫中心

## 外部連結
- 帝苑酒店網站（页面存档备份，存于）
- 帝苑餅店 Fine Foods Shop 網站 （页面存档备份，存于）
- Hotels.com — 帝苑酒店 （页面存档备份，存于）
- 帝苑酒店資料 （页面存档备份，存于）
- 帝苑酒店：去年入住率達97%　花紅2.7個月糧 （页面存档备份，存于）